# Christian Pedersen Horrebow
Christian Pedersen Horrebow (1718 – 1776) è stato un astronomo danese.
Christian Pedersen Horrebow è stato un astronomo danese, era figlio di Peder Horrebow, pure lui astronomo, a cui succedette come direttore dell'osservatorio astronomico dell'Università di Copenaghen. Secondo alcune fonti sarebbe nato il 15 aprile 1718 e morto il 19 settembre 1779.

## Osservazioni
Horrebow, in base alle sue osservazioni compiute durante numerosi anni, intuì l'esistenza di una periodicità delle macchie solari, ma solo nel 1843, dopo una lunga serie di osservazioni compiute da Samuel Heinrich Schwabe durante decine di anni il fenomeno fu accettato dagli astronomi.
Horrebow è noto anche per aver affermato di aver osservato un satellite del pianeta Venere,
che fu chiamato Neith.